# John Arbuthnot Fisher
John Arbuthnot "Jackie" Fisher, 1:e baron Fisher, född 25 januari 1841 i Ramboda på Brittiska Ceylon, död 10 juli 1920 vid St. James's Square i Westminster, London, var en brittisk sjöofficer och storamiral (Admiral of the Fleet).
Fisher inträdde i brittiska flottan 1854, blev konteramiral 1890, viceamiral 1896, amiral 1901 samt "Admiral of the Fleet" 1905. Han deltog i Krimkriget, kriget mot Kina 1856-60 och i egyptiska fälttåget 1882.
1892-97 var han 3:e sjölord, 1899-1902 befälhavare över Medelhavseskadern, 1902-04 2:e sjölord och 1904-10 samt 1914-15 förste sjölord.
1909 upphöjdes Fisher till adligt stånd. Under sin tjänst vid amiralitetet nedlade Fisher ett energiskt och målmedvetet arbete på förbättrandet av den brittiska marinens organisation och krigsberedskap, och det var på hans initiativ som dreadnought-typen infördes i brittiska flottan och en särskild "Home fleet" för tjänstgöring i Nordsjön skapades 1907. Vid första världskrigets utbrott drev Fisher åsikten att brittiska flottans stridskrafter borde hållas samlade i Nordsjön och Östersjön, eventuellt i samband med ett landstigningsföretag i Pommern, men då anfallet på Dardanellerna beslöts trots hans bestämda motstånd, avgick han som 1:e sjölord i maj 1915. Fisher utgav Memories (1919) och Records (samma år).
Fisher blev känd för sina reformer av den brittiska flottan. Han utövade ett stort inflytande i flottan under sin 60 år långa karriär, som började med munstycksladdade kanoner och slutade med ubåtar, slagkryssare och de första hangarfartygen. Den energiske och reformvänlige Fisher anses ofta vara den näst viktigaste personligheten i den brittiska marinhistorien, efter Lord Nelson.